# Glen Park
Glen Park és una població dels Estats Units a l'estat de Nova York. Segons el cens del 2000 tenia 487 habitants.

## Demografia
Segons el cens del 2000, Glen Park tenia 487 habitants, 175 habitatges, i 131 famílies. La densitat de població era de 268,6 habitants/km².
Dels 175 habitatges en un 45,1% hi vivien nens de menys de 18 anys, en un 53,7% hi vivien parelles casades, en un 13,1% dones solteres, i en un 25,1% no eren unitats familiars. En el 21,7% dels habitatges hi vivien persones soles el 8,6% de les quals corresponia a persones de 65 anys o més que vivien soles. El nombre mitjà de persones vivint en cada habitatge era de 2,78 i el nombre mitjà de persones que vivien en cada família era de 3,18.
Per edats la població es repartia de la següent manera: un 31,2% tenia menys de 18 anys, un 7,2% entre 18 i 24, un 31,6% entre 25 i 44, un 17% de 45 a 60 i un 12,9% 65 anys o més.
L'edat mediana era de 32 anys. Per cada 100 dones de 18 o més anys hi havia 93,6 homes.
La renda mediana per habitatge era de 32.250 $ i la renda mediana per família de 42.500 $. Els homes tenien una renda mediana de 33.750 $ mentre que les dones 20.500 $. La renda per capita de la població era de 13.159 $. Entorn del 8,9% de les famílies i el 14,3% de la població estaven per davall del llindar de pobresa.